# Aquel verano (película de 2021)
Aquel Verano (en turco, Geçen Yaz) es una película de drama romántico turco de 2021 dirigida por Ozan Açiktan, escrita por Ozan Açiktan y Sami Berat Marçali y protagonizada por Ece Çesmioglu, Aslihan Malbora y Halit Özgür Sari.

## Reparto
- Ece Çeşmioğlu como Asli
- Aslihan Malbora como Ebru
- Halit Özgür Sari como Burak
- Kubilay Tunçer como Murat
- Süreyya Güzel como Handan